# Inconsciente pessoal
O inconsciente pessoal, na psicologia analítica de Carl Jung, representa todo o material inconsciente que foi adquirido em algum momento da vida do indivíduo. Entre essas aquisições pessoais, incluem-se "o esquecido, o reprimido, o subliminalmente percebido, pensado e sentido", bem como os complexos. Ao conceito de inconsciente pessoal, opõe-se o de inconsciente coletivo, composto por arquétipos herdados e comuns a todos os seres humanos.
Uma diferença importante a ideia de inconsciente de Jung e de Freud é que, para Freud, o inconsciente continha materiais reprimidos. Esses materias poderiam se tornar conscientes caso fosse suprimida a repressão Para Jung, por outro lado, o inconsciente (tanto o pessoal como o coletivo) inclui não só o reprimido, mas, basicamente, tudo aquilo que subjaz o limiar da consciência.
Os complexos são parte importante elemento do inconsciente pessoal.